# Глоструп (коммуна)
Глоструп (дат. Glostrup Kommune) — датская коммуна в составе региона Ховедстаден. Площадь — 13,31 км², что составляет 0,03 % от площади Дании (без Гренландии и Фарерских островов). Численность населения на 1 января 2008 года — 20 673 чел. (мужчины — 10 004, женщины — 10 669; иностранные граждане — 1187).
В состав коммуны входят Глоструп (Glostrup), Виссинге (Hvissinge), Айбю (Ejby).

## Железнодорожные станции
- Глоструп (Glostrup)

## Изображения
- Глоструп